# Alexandertårta

Alexandertårta.

Alexandertårta är en mördegstårta med mandelfyllning, oftast garnerad med gelé.
Tårtan är troligen uppkallad efter tsar Alexander I.